# Burian Stradonius Joseffi
Burian Stradonius Joseffi (1564 Stradouň – 1617 Vysoké Mýto) byl český humanistický básník, bakalář svobodných umění, radní a písař ve Vysokém Mýtě.

## Život
Burian Joseffi (zvaný Stradonius či Stradouňský) se narodil ve Stradouňském mlýně mlynáři Václavu Joseffi jeho ženě Anně. Ve Vysokém Mýtě vystudoval partikulární školu, poté odešel k M. Janu Ursinovi do Velkého Meziříčí, a titul bakaláře získal na utrakvistické akademii v Praze (28.5.1591). Dva roky působil v úřadě rektora na Jičínské škole, kde se seznámil se svojí budoucí manželkou Kateřinou, dcerou po jičínském měšťanovi, Jakubu Hradeckém. Po svatbě (9.2.1593) se navrátil do Vysokého Mýta jako měšťan a našel zde uplatnění jako městský písař, radní a později také purkmistr. Burian Joseffi se usadil v domě na náměstí (dnešní čp. 207/I.), který v roce 1595 zakoupil jako rodové sídlo. Po smrti manželky Kateřiny (7.5. 1614) se podruhé žení s Magdalenou neznámého příjmení. Po Burianově smrti se dědicem rodového majetku stává syn z prvního manželství, Václav.

## Dílo
Burian Stradonius byl řazen k tehdejší městské intelektuální elitě, patřil do kruhu vysokomýtských humanistických básníků (Hanus, Leo, Stradonius, Rzepanius, Crocinus, Rhacotomus, Martinides) a byl blízkým přítelem Jiřího Hanuše Lanškrounského z Kronenfeldu. Stradonius skládal básně v latině, které společně s Janem Campanem Vodňanským a absolventy pražské akademie publikoval ve sbírce „Epitaphia“. Popudem těchto epitafů byla vražda učitele vraclavské školy Pavla Hanuše, syna rektora Jana Hanuše Lanškrounského, která se odehrála v noci z 12 . na 13. května roku 1598. Tato vražda výrazně otřásla dobovým veřejným míněním a způsobila výrazné pobouření v literárních kruzích, a to i u zahraničních autorů, jakým byl dánský autor Bartholomaeus Canutius, pobývající v Praze za Rudolfa II.  Další z epitafů věnoval Stradonius například Kateřině Crocinové, manželce Jeronýma Nejedlého Husineckého, jež zemřela v roce 1599. V roce 1616 vydal sbírku latinských básní "Liber epigrammatum". Jednu z básní věnoval Burian sám sobě, respektive své ženě Kateřině: "Epigramma ad Burianum Stradonium, Catharinae uxori parentatum."
Burian Joseffi Stradonius ( Burianus Josephi alias Stradonius Altaemytae) byl zařazen do Rukověti humanistického básnictví, která má zásadní význam pro studium vzdělanosti předbělohorského období.